# Canis lupus monstrabilis
Canis lupus monstrabilis — вероятно, вымерший подвид серого волка. Отличается от техасского рыжего волка (Canis lupus rufus) тем, что ареал Canis lupus monstrabilis также включает южный и западный Техас, а также северо-восточную часть Мексики. Canis lupus monstrabilis несколько темнее, чем более северные виды, имеет высоко поднятую лобную кость.
Волки среднего размера, весом от 24 до 36 кг для взрослых особей и длиной от 120 до 135 сантиметров. Хотя первоначально Canis lupus monstrabilis был отнесён к отдельному подвиду, более поздние генетические исследования показали, что техасский волк имеет очень много общего с мексиканским волком (Canis lupus baileyi).